# Philadelphia (Wielka Brytania)
Philadelphia – wieś w Wielkiej Brytanii, w Anglii, w hrabstwie ceremonialnym Tyne and Wear, w dystrykcie metropolitalnym Sunderland. Leży 15 km na południowy wschód od centrum Newcastle i 384 km na północ od Londynu.